# Péter Kabát
Péter Kabát [ˈpeːtɛr ˈkɒbaːt] (* 25. September 1977) in Budapest ist ein ehemaliger ungarischer Fußballspieler.

## Karriere
Kabát begann seine Karriere bei Dunaferr SE in seiner Heimat Ungarn. Über Kispest-Honvéd Budapest und Vasas Budapest ging es dann zu Göztepe Izmir in die Türkei. Kabáts nächster Verein war der bulgarische Hauptstadtklub Lewski Sofia. Über Denizlispor kam er dann 2002 nach Österreich zum FC Kärnten. Nach drei Jahren bei den Kärntnern wurde er Anfang der Saison 2005/2006 zum FC Superfund nach Pasching verliehen. Nach der Umbenennung und Übersiedlung der Paschinger als SK Austria Kärnten nach Klagenfurt spielte er wieder ein Jahr im südlichen Bundesland. 2008 wechselte er wieder zurück nach Ungarn in seine Heimat zu Újpest Budapest. Für die Saison 2010/11 wurde er von VSC Debrecen verpflichtet. Nach einer Spielzeit kehrte er zu Újpest zurück. Dort spielte er noch fünf Jahre. Beginnend mit der Saison 2014/15 wurden seine Einsätze weniger. Im Jahr 2016 wechselte er zum Győri ETO FC in die dritte ungarische Liga, wo er dann seine Karriere beendete.
Kabát spielte 16-mal im ungarischen Nationalteam.